# Only the Young
«Only the Young», alternativamente titulada «Only the Young (Featured in Miss Americana)» es una canción de la cantante estadounidense Taylor Swift. Fue lanzada por Republic Records el 31 de enero de 2020, y está incluida en Miss Americana (2020), un documental de Netflix que sigue la vida y carrera de Swift durante varios años. La canción fue escrita y producida por Swift junto a Joel Little.

## Antecedentes
«Era difícil ver a tanta gente sentir que habían hecho un escrutinio y habían hecho todo y se habían esforzado tanto. Vi que se desvanecían muchas esperanzas de los jóvenes. Y descubrí que eso es particularmente trágico, porque los jóvenes son las personas que sienten los peores efectos de la violencia armada y los préstamos estudiantiles y tratan de descubrir cómo comenzar sus vidas y cómo pagar sus cuentas, y el cambio climático, y vamos a la guerra — todas estas situaciones horribles que nos encontramos en este momento». — Swift, «Taylor Swift: No Longer 'Polite at All Costs», Variety

Swift escribió la canción después de las elecciones en Estados Unidos en 2018. Chris Willman de Variety calificó la canción como «un himno para los millennials que podrían haberse desilusionado del proceso político». Antes de las elecciones, Swift rompió su silencio político al respaldar a dos Demócratas: el congresista Jim Cooper para la reelección a la Cámara de Representantes y el ex gobernador de Tennessee Phil Bredesen para el Senado. Swift también criticó el registro de votación de la oponente de Bredesen, la Republicana Marsha Blackburn.
En una entrevista con Willman, Swift reveló que contuvo a «Only the Young» de ser incluida en su séptimo álbum de estudio Lover (2019). También reveló que la canción fue coescrita y coproducida con Joel Little, quien trabajó con Swift en cuatro canciones del álbum, incluida «Miss Americana & the Heartbreak Prince», de donde proviene el título del documental, y que no está destinada a ser un sencillo.
«Only the Young» incorpora letras políticas, en contraste con su trabajo anterior, que era políticamente neutral. Swift insta a los ciudadanos jóvenes a involucrarse en la política si quieren que las cosas cambien. Ella hace esto aludiendo al presidente Donald Trump, las elecciones presidenciales de 2016, las acusaciones de manipulación de votos después de las elecciones y cuestiones como la violencia armada y los tiroteos escolares en Estados Unidos. El optimismo de Swift radica en su creencia en la igualdad de resultados, y les dice a los jóvenes que la línea de meta está por delante y que no deben desanimarse.

## Recepción crítica
«Only the Young» recibió críticas positivas de críticos de música, quienes felicitaron la composición de canciones de Swift tocando la política de Estados Unidos, incluidos temas como la violencia armada y los tiroteos masivos.
Gil Kaufman de Billboard la llamó una canción «urgente, de ojos claros» que ve a Swift «dar voz a su desilusión sobre nuestra sociedad pegada». Describió el tema de la canción como «una concesión triste y una advertencia desafiante a la generación anterior de que su codicia y su falta de acción han dado lugar a un movimiento juvenil decidido a pasar la página». Zoey Haylock de Vulture escribió que la canción «insta a salir allí y participar en la democracia», y ha añadido que presenta «fe en la juventud Américana de Swift». Claire Shaffer de Rolling Stone declaró que la canción documenta el «despertar político reciente» de Swift como se ve en Miss Americana. James Rettig de Stereogum opinó que en la canción, Swift se encuentra en un «ajuste de cuentas con el clima político actual y su lugar en él».
Escribiendo para Taste of Country, Jacklyn Krol comentó que la canción podría ser «la canción más cargada políticamente de Swift». Chloe Hadavas de Slate comparó la letra de «Only the Young» a la de otras canciones de carga política de Swift: «The Man» y «Miss Americana & the Heartbreak Prince», diciendo que la canción es la «última adición a su incipiente canon de canciones de protesta», que se centra «menos en cuestiones feministas y queer en la causa de unir a las generaciones más jóvenes». Jael Goldfine de Paper definió la canción como el «acompañamiento musical a la identidad política radicalizada de Swift, la votación demócrata, la defensa de Dixie Chicks, la linda chica que ya no elabora en Miss Americana». Starr Bowenbank de Cosmopolitan también la etiquetó como la «canción más política hasta la fecha» de Swift.

## Lista de canciones
- Descarga digital - Streaming[13]

| N.º | Título                                        | Duración |  |
| 1.  | «Only the Young» (Featured in Miss Americana) | 2:37     |  |

## Créditos y personal
Créditos adaptados de Tidal.
- Taylor Swift - voz, compositora, productora
- Joel Little - productor, compositor, programador, ingeniero de grabación, teclados, personal de estudio
- Emmie Little - coros
- Lila Little - coros
- Serban Ghenea - mezclador, personal de estudio
- John Hanes - ingeniero de mezcla, personal de estudio
- John Rooney - ingeniero asistente de grabación, personal de estudio

## Posicionamiento en listas
| Lista (2020)                           | Mejor posición |
| -------------------------------------- | -------------- |
| Australia (ARIA)                       | 31             |
| Escocia (Scottish Singles Sales Chart) | 13             |
| Irlanda (IRMA)                         | 40             |
| Nueva Zelanda Hot Singles (RMNZ)       | 2              |
| Países Bajos (Single Tip)              | 20             |
| Reino Unido (UK Singles Chart)         | 57             |

## Historial de lanzamiento
| Región | Fecha               | Formato                     | Discográfica     | Ref.   |
| ------ | ------------------- | --------------------------- | ---------------- | ------ |
| Varios | 31 de enero de 2020 | Descarga digital, Streaming | Republic Records | [ 14 ] |